# Hermína Týrlová
Hermína Týrlová (Březové Hory, 11 de desembre de 1900- Zlín 3 de maig de 1993) va ser una directora i productora txeca de pel·lícules d'animació. Al llarg de la seva trajectòria, va produir al voltant de 60 curtmetratges de titelles, animats amb la tècnica coneguda com a stop-motion. És considerada una de les grans personalitats de l'animació txeca, al costat de creadors de la talla de Jiří Trnka, Karel Zeman o Břetislav Pojar. Les seves pel·lícules estaven dirigides principalment al públic infantil.

## Biografia
Hermína Týrlová va néixer a Březové Hory, prop de la ciutat minera de Příbram, a Bohèmia Central. Més tard es va instal·lar a Praga, on es va dedicar a actuar en un teatre de varietats, al mateix temps que s'iniciava com a escriptora de literatura infantil. Quan tenia 26 anys va conèixer al pintor Karel Dodal, considerat el pare de l'animació txeca, amb qui es casaria més tard, i amb qui va crear diverses pel·lícules publicitàries d'animació en l'empresa Elektajournal. Dodal va ser el creador de la primera pel·lícula txeca d'animació amb marionetes (El secret de la llanterna, 1935). Dodal i Týrlová van codirigir a l'any següent una pel·lícula d'animació experimental, Hra bublinek ("Joc de bombolles", 1936).
Quan, el 1939, després de la invasió alemanya de Txecoslovàquia, Dodal va decidir exiliar-se, primer als Estats Units, i després a l'Argentina, Týrlová va optar per romandre al país. Gràcies a l'oferta de treball que li va fer Ladislav Kolda, director dels estudis Bata, a Zlín (Moràvia Oriental), va continuar treballant al cinema d'animació, i el 1943, en plena Segona Guerra Mundial, va estrenar una pel·lícula de titelles, Ferda Mravenec ("La formiga Fernando"), el període de producció de la qual va durar 17 mesos. Els titelles van ser confeccionats per la mateixa Týrlová. El del ninot protagonista es conserva actualment al Museu de la Joguina de Figueres.
El 1946 va produir, en col·laboració amb Karel Zeman, la pel·lícula Vzpoura hraček ("La rebel·lió de les joguines"), que combinava animació amb imatge real. El film va rebre el premi a la millor pel·lícula infantil en el Festival de Venècia. El 1947 va estrenar Ukolébavka ("Cançó de bressol").

## Premis
Al llarg de la seva carrera, va obtenir nombrosos premis a festivals d'arreu del món. Entre ells, als de Venècia, Cannes, Locarno i Mar del Plata.

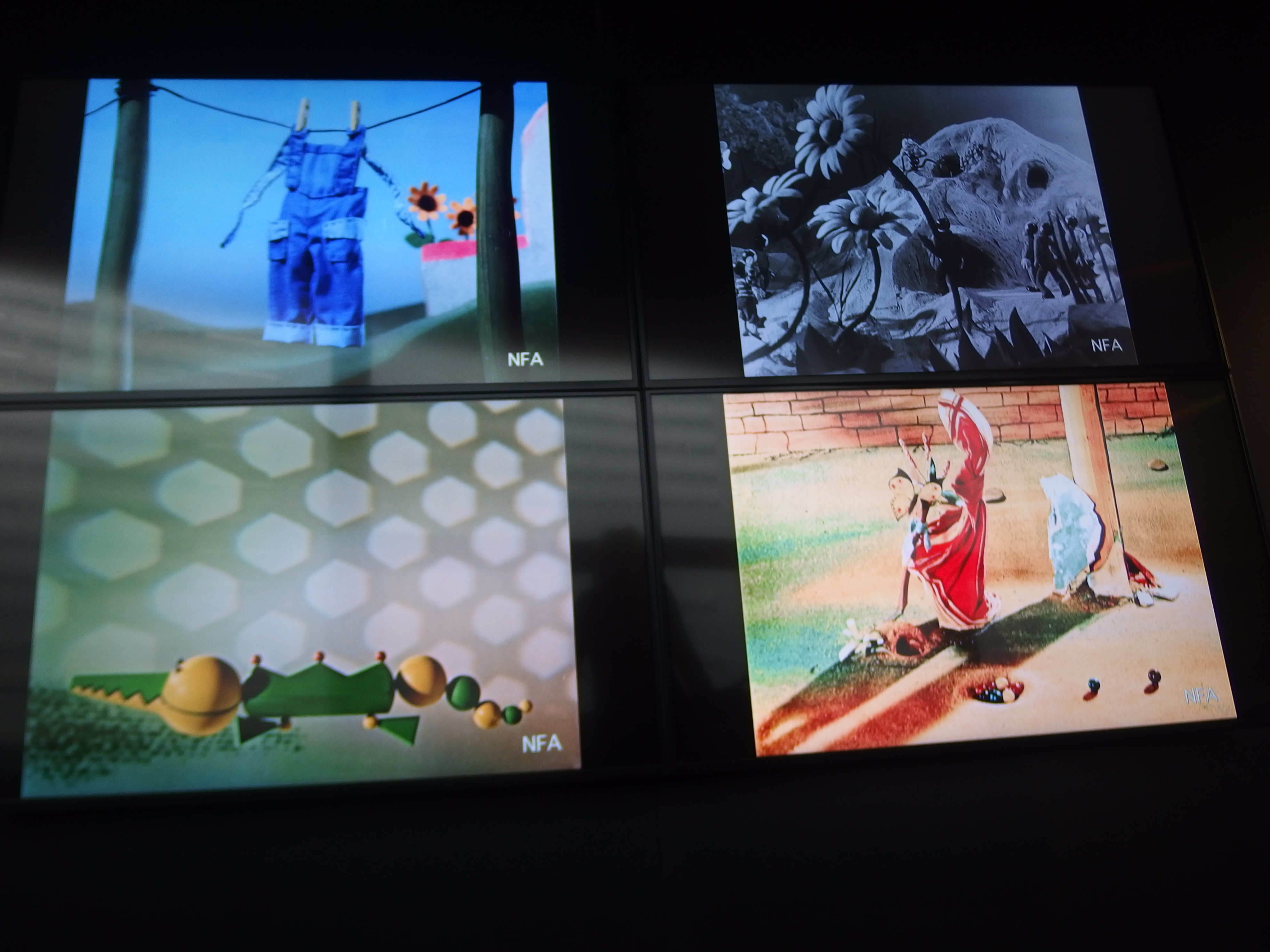
Reproduccions de fotogrames en un panel de l'exposició.

## Filmografia
- 1928 - Zamilovaný vodník
- 1936 - Hra bublinek
- 1938 - Tajemství lucerny
- 1943 - Ferda Mravenec ("La formiga Fernando")
- 1946 - Vzpoura hraček ("La rebel·lió de les joguines")
- 1947 - Ukolébavka ("Cançó de bressol")
- 1956 - Míček flíček
- 1957 - Kalamajka
- 1958 - Pasáček vepřů, Uzel na kapesníku
- 1959 - Vláček kolejáček, Ztracená panenka
- 1960 - Den odplaty
- 1961 - Zvědavé psaníčka
- 1962 - Dvě klubíčka
- 1963 - Kulička
- 1964 - Vlněná pohádka
- 1965 - Modrá zástěrka
- 1966 - Snehulák
- 1969 - Hvězda Betlémská (Conquilla d'Or al millor curtmetratge al Festival Internacional de Cinema de Sant Sebastià 1970.[5]
- 1978 - Příhody brouka Pytlíka
- 1985 - Opičí láska
- 1986 - Pohádka na šňůře' ("Conte sobre el fil")